# 25 mm-es 1940 mintájú automata légvédelmi gépágyú (72–K)
A 25 mm-es 1940 mintájú automata légvédelmi gépágyú (72–K) (oroszul 25-мм автоматическая зенитная пушка образца 1940 года (72-К)) egy szovjet gyártmányú 25 mm-es űrméretű légvédelmi gépágyú volt, melyet a második világháború során használtak. A fegyvert az 1940-es év elején fejlesztették ki a Moszkvához közeli Podlipkiben, a Kalinyin nevét viselő, 8-as számú tüzérségi üzemben Mihail Loginov vezetése alatt.
A 72–K egy egycsövű légvédelmi gépágyú volt, melyet ötfős személyzet kezelt; lövegkezelő, másod-lövegkezelő és három lőszerkezelő. A fegyver önműködő, tűzgyorsasága 70–250 lövés/perc, a lövedékeket 2400 méteres magasságig képes kilőni. A gépágyút négy gumiabroncsos kerékkel ellátott alvázzal készítették, tüzelési pozícióban pedig kerekeiről felemelve stabilizáló talpakkal rögzítették. A lövegcső két oldalán lövegpajzs kapott helyet, amely minimális védelmet biztosít a kezelőszemélyzet számára.

## Fordítás
- Ez a szócikk részben vagy egészben  a(z)   45 mm anti-tank gun M1937 (53-K) című angol Wikipédia-szócikk ezen változatának fordításán alapul.  Az eredeti cikk szerkesztőit annak laptörténete sorolja fel. Ez a jelzés csupán a megfogalmazás eredetét és a szerzői jogokat jelzi, nem szolgál a cikkben szereplő információk forrásmegjelöléseként.